# For the Love of an Enemy
For the Love of an Enemy er en amerikansk stumfilm fra 1911 af Sidney Olcott.

## Medvirkende
- Jack J. Clark
- Gene Gauntier - Hallie Coburn
- JP McGowan